# Millefeuille (film, 2012)
Pour plus de détails, voir Fiche technique et Distribution.
Millefeuille (titre en langue arabe : Ma nmoutech) est un film tunisien coproduit avec la France et les Émirats arabes unis, coécrit et réalisé par Nouri Bouzid et sorti en 2012.

## Synopsis
L'histoire se déroule en Tunisie, en janvier 2011. Deux jeunes cousines, Zaineb, 21 ans, et Aïcha, 27 ans, solidaires de la rébellion populaire enclenchée dans leur pays, luttent également pour affirmer leur indépendance et réaliser leurs aspirations. Brahim, le fiancé de Zaineb, entrepreneur en France, souhaiterait se marier avec elle et rentrer à Nice où il vit. Mais il voudrait également que sa future épouse porte le voile. La mère de Zaineb le soutient. Aïcha, profondément musulmane, est pour sa part voilée. Elle assume seule la charge de ses sœurs et de son grand-père. Hamza, militant islamiste radical, récemment évadé de prison, aime Aïcha et voudrait se marier avec elle.
Aïcha et Zaineb travaillent ensemble dans un bar-pâtisserie ; l'une pétrit la pâte, l'autre est serveuse. Le directeur de l'établissement exerce des pressions sur Aïcha afin qu'elle abandonne le voile et puisse travailler en salle. Or, si Aïcha ne veut pas quitter son voile, c'est surtout pour se protéger du regard des hommes. Ce n'est pas une femme soumise puisqu'elle s'oppose à la vision rétrograde que Hamza, vers lequel elle se sent pourtant attiré, tente de lui imposer. Elle veut, tout comme Zaineb, aimer, rêver et se promener librement en ville. Les deux cousines, en profonde connivence malgré leurs différences, engagent le combat contre la vision conservatrice que tentent de leur imposer leurs propres familles et leurs fiancés.

## Fiche technique
- Titre du film : Millefeuille
- Titre original : Ma nmoutech
- Réalisation : Nouri Bouzid
- Scénario : Nouri Bouzid et Joumène Liman
- Photographie : Béchir Mahboubi - Couleur
- Montage : Saief Ben Salem
- Décor : Khaled Joulak
- Costumes : Yosra Mzoughi
- Son : Michel Ben Saïd
- Musique : Sami Maatougui
- Production : Abdelaziz Ben Mlouka et Georges-Marc Benamou pour Siècles Production
- Pays d'origine :  Tunisie,  France
- Langue originale : arabe
- Durée : 105 minutes
- Sortie : 2012
- Date de sortie prévue en France : 5 juin 2013

## Distribution
- Souhir Ben Amara : Aïcha
- Nour Mziou : Zaineb
- Lotfi Abdelli : Brahim, le fiancé de Zaineb
- Bahram Aloui : Hamza, le frère de Zaineb, amoureux d'Aïcha
- Hamdi Hadda : le gérant
- Sabah Bouzouita : la mère de Zaineb
- Fethi Mselmani : le père de Zaineb
- Bouraouïa Marzouk : la tante de Zaineb
- Abdelaziz Meherzi : le grand-père d'Aïcha
- Mariem Sabbagh : la sœur cadette d'Aïcha
- Zaineb Bouzid : la plus jeune sœur d'Aïcha
- Nouri Bouzid : l'accordéoniste aveugle
- Rania Gabsi : Fatma, une collègue d'Aïcha
- Sami Ben Driss : Bisou, un collègue d'Aïcha

## Distinctions
- Meilleur réalisateur arabe au Festival international d'Abou Dhabi 2012
- Meilleur film au Festival du cinéma africain de Louxor 2013